# Okręg Arlesheim
Okręg Arlesheim (niem. Bezirk Arlesheim) – okręg w Szwajcarii, w kantonie Bazylea-Okręg, o pow. ok. 96 km², zamieszkały przez ok. 157 tys. osób. Siedzibą okręgu jest miejscowość Arlesheim. 

## Podział administracyjny
W skład okręgu wchodzi 15 gmin (Einwohnergemeinde):
1. Aesch
2. Allschwil
3. Arlesheim
4. Biel-Benken
5. Binningen
6. Birsfelden
7. Bottmingen
8. Ettingen
9. Münchenstein
10. Muttenz
11. Oberwil
12. Pfeffingen
13. Reinach
14. Schönenbuch
15. Therwil